# Léon Reynier
Pour les articles homonymes, voir Reynier.
Léon Reynier, né le 11 aout 1833 à Saint-Cloud et mort le 5 mai 1895 à Paris 17e, est un violoniste français.

## Biographie
Entré au Conservatoire à l’âge de dix ans, Reynier a remporté le premier prix de violon à douze ans. À treize, le premier prix lui était décerné. Ces premiers succès ont redoublé sa studiosité.
Élève de Joseph Massart au Conservatoire, il a obtenu un second prix au concours de 1847, en compagnie d’Ernest Altès, élève de François-Antoine Habeneck, qui a été depuis, chef d’orchestre à l’Opéra, et de Étienne Portehaut (d), élève de Delphin Alard, devenu, par la suite, chef d’orchestre au Théâtre-Italien. L’année suivante, tous trois ont remporté ensemble, le premier prix.
On l’a vu constamment prêter son concours aux œuvres de bienfaisance, et ce dévouement a été payé de retour lorsque, appelé à satisfaire aux exigences de la loi sur le recrutement militaire, une souscription organisée pour sa libération du service, a produit en quelques jours une somme de 4 à 5 000 francs. De même, Napoleon III lui a offert un Stradivarius de 1681.
Reynier, qui se produisait rarement devant le grand public, mais était bien connu de tous les artistes, était officier de l’Instruction publique et décoré de plusieurs ordres étrangers.

## Jugements
« Si Paganini nous était rendu, il traiterait Léon Reynier comme un enfant terrible : il le redouterait. »